# XV. Ljetne paraolimpijske igre – Rio de Janeiro 2016.
XV. Paraolimpijske igre bile su 15. izdanje tog natjecanja održanog između 7. i 18. rujna u Rio de Janeiru u Brazilu, prve ikada održane u Latinskoj i Južnoj Americi i druge održane na južnoj polutci nakon Igara 2000. u Sydneyu, kao i prve održane u nekoj luzofonskoj zemlji. Na Igrama su prvi puta održana natjecanja u parakanuu i paratriatlonu.
Najviše odličja četvrti puta zaredom osvojili su kineski športaši sa 107 zlatnih odličja, dok su Gruzija, Kazahstan, Malezija, Uzbekistan i Vijetnam prvi puta osvojili zlatna odličja na Paraolimpijskim igrama. Prvi puta u paraolimpijskoj povijesti jedan paraolimpijac umro je tijekom natjecanja - bio je iranski biciklist Bahman Golbarnezhad.
Na Igrama je nastupilo više od 4.000 športaša iz 159 država odnosno nacionalnih atletskih odbora. S prodanih dva milijuna ulaznica, Paraolimpijske igre u Riju bile su druge najposjećenije u povijesti.